# ライダル・アンデシェン
ライダル・アンデシェン（Reidar Andersen、1911年4月20日 - 1991年12月15日）はノルウェー、Norderhov出身の元スキージャンプ選手。1930年代を主に活躍した。

## プロフィール
1930年、自国のオスロで開かれたノルディックスキー世界選手権で銀メダルを獲得、以後1935年の世界選手権で銀、1936年のガルミッシュパルテンキルヒェンオリンピックでは銅メダル、1937年の世界選手権では再び銀メダルを獲得した。
また、ホルメンコーレンスキー大会では1936年、1937年、1938年と三連覇を達成、1938年にホルメンコーレン・メダルを受賞（ノルウェーのw:en:Johan R. Henriksenと同時受賞）した。
ノルウェー選手権では1933年に2位、1936年から1938年までは3連覇した。
第二次世界大戦後の1946年、ノルウェー選手権で3位となり、同年35歳で現役生活を終え、1991年にオスロで80歳で亡くなった。